# Вали Брук (Оклахома)
Вали Брук (енгл. Valley Brook) град је у америчкој савезној држави Оклахома.

## Демографија
По попису из 2010. године број становника је 765, што је 52 (-6,4%) становника мање него 2000. године.
| Група             | 2000.       | 2010.       |
| Белци             | 596 (72,9%) | 471 (61,6%) |
| Афроамериканци    | 36 (4,4%)   | 32 (4,2%)   |
| Азијати           | 3 (0,4%)    | 13 (1,7%)   |
| Хиспаноамериканци | 67 (8,2%)   | 160 (20,9%) |
| Укупно            | 817         | 765         |